# Elio Catola
Elio Catola (Uliveto Terme, 19 novembre 1935) è un ex ostacolista italiano, specialista dei 400 metri ostacoli.

## Biografia
Vinse due medaglie alle Universiadi: la prima nel 1959 a Torino, dove fu secondo con la staffetta 4x400 metri; la seconda due anni dopo, a Sofia, quando fu terzo nella gara dei 400 m ostacoli vinta dall'altro italiano Salvatore Morale.
Nel 1960 partecipò alle Olimpiadi di Roma dove fu eliminato nella semifinale conclusa al quinto posto.

## Palmarès
| Anno | Manifestazione | Sede   | Evento                 | Risultato | Prestazione | Note |
| ---- | -------------- | ------ | ---------------------- | --------- | ----------- | ---- |
| 1959 | Universiadi    | Torino | Staffetta 4x400 metri  | Argento   |             |      |
| 1961 | Universiadi    | Sofia  | Staffetta 400 ostacoli | Bronzo    | 52"3        |      |